# Bernard H. Hyman
Bernard H. Hyman (Grafton, 20 agosto 1897 – Hollywood, 7 settembre 1942) è stato un produttore cinematografico statunitense.

## Biografia
Nato nel 1897 in West Virginia, iniziò a lavorare per il cinema a venticinque anni. Nei primi anni venti, infatti, era all'Universal Film Manufacturing Company, dove il suo nome appare in alcuni film come soggettista e sceneggiatore. Nel 1925, firmò la sua unica regia, Morals for Men, una pellicola dai toni fortemente melodrammatici prodotta dalla Tiffany e che aveva come protagonista Agnes Ayres.
Negli anni trenta, Hyman iniziò una carriera di produttore. Talvolta senza essere accreditato, curò la produzione tra gli altri di alcuni dei film della serie su Tarzan con protagonista Johnny Weissmuller. Nel 1932, produsse Rasputin e l'imperatrice, pellicola che ricostruiva la vicenda storica del famoso monaco russo alla corte imperiale. Un film ambizioso che vedeva nei ruoli principali i tre fratelli Barrymore nell'unico film che i tre girarono tutti insieme. Hyman produsse anche due film interpretati da Greta Garbo, Margherita Gauthier e Maria Walewska.
Morì a Hollywood il 7 settembre 1942, all'età di quarantacinque anni.

## Filmografia
La filmografia è completa

### Produttore
- Tarzan, l'uomo scimmia (Tarzan the Ape Man), regia di W. S. Van Dyke (1932)
- Rasputin e l'imperatrice (Rasputin and the Empress), regia di Richard Boleslawski (1932)
- Una notte al Cairo (The Barbarian), regia di Sam Wood (1933)
- L'uomo che voglio (Hold Your Man), regia di Sam Wood (1933)
- The Solitaire Man, regia di Jack Conway (1933)
- Il gatto ed il violino (The Cat and the Fiddle), regia di William K. Howard (1934)
- Tarzan e la compagna (Tarzan and His Mate), regia di Cedric Gibbons (1934)
- Gli amori di una spia (Stamboul Quest), regia di Sam Wood (1934)
- Pura al cento per cento (The Girl from Missouri), regia di Jack Conway (1934)
- La donna è mobile (Forsaking All Others), regia di W. S. Van Dyke (1934)
- Lo scandalo del giorno (After Office Hours), regia di Robert Z. Leonard (1935)
- Una notte a New York (One New York Night), regia di Jack Conway (1935)
- La modella mascherata (Escapade), regia di Robert Z. Leonard (1935)
- Io vivo la mia vita (I Live My Life), regia di W.S. Van Dyke (1935)
- San Francisco, regia di W.S. Van Dyke (non accreditato) (1936)
- La fuga di Tarzan (Tarzan Escapes), regia di Richard Thorpe (1936)
- Margherita Gauthier (Camille), regia di George Cukor (1936)
- Saratoga, regia di Jack Conway (1937)
- Maria Walewska (Conquest), regia di Clarence Brown (1937)
- Il grande valzer (The Great Waltz) regia di Julien Duvivier (1938)
- Questa donna è mia (I Take This Woman), regia di W.S. Van Dyke (1940)

### Sceneggiatore
- The Black Bag, regia di Stuart Paton - adattamento (1922)
- The Married Flapper, regia di Stuart Paton - storia (1922)
- Confidence, regia di Harry A. Pollard - storia (1922)

### Regista
- Morals for Men (1925)

### Altro
- Il gatto ed il violino (The Cat and the Fiddle), regia di William K. Howard e, non accreditato, Sam Wood - supervisore non accreditato (1934)
- Hollywood Hollywood (That's Entertainment, Part II), regia di Gene Kelly - ringraziamenti (1976)